# NHJ E
Die norwegische Dampflokomotivbaureihe NHJ E wurde 1898 als Einzelstück von der Schweizerischen Lokomotiv- und Maschinenfabrik in Winterthur mit der Fabriknummer 1087 für die Norsk Hoved-Jernbane (NHJ) gebaut.

## Geschichte
Die am 17. Juli 1897 bestellte Lokomotive erhielt nach der Lieferung am 15. März 1898 zuerst nur die laufende Nummer 99. Am 9. April 1898 wurde sie dem Betriebsdienst übergeben. Erst mit dem 1900 eingeführten neuen Baureihenplan der NHJ wurde sie als Baureihe E einsortiert.

## NHJ G"
Bei der 1923 erneut durchgeführten Baureihenvergabe wurden die Lokomotiven der bisherigen Baureihe NHJ G in NHJ F" umbenannt. Dadurch wurde die NHJ G für eine Zweitbesetzung frei. In diese Baureihe NHJ G" reihte man diese Lokomotive sowie die drei weiteren von SLM gebauten C-Kuppler 91, 92 und 95 der Erstbesetzung der Baureihe NHJ F ein.

## Einsatz bei Norges Statsbaner
Bei der am 4. März 1926 erfolgte Übernahme der NHJ als Distrikt Oslo in die Norges Statsbaner (NSB), die staatliche Bahngesellschaft in Norwegen, erhielt die Lokomotive NHJ 90 die neue Bezeichnung NSB Type 42a. Die drei anderen Lokomotiven der Baureihe NHJ G" erhielten mit der NSB Type 43a wieder wie ursprünglich eine eigene Baureihenbezeichnung. Ihr Einsatz erfolgte immer im Distrikt Oslo.  Am 2. August 1961 wurde sie abgestellt, am 4. Juli 1962 endgültig außer Dienst gestellt und verschrottet.